# 西班牙工人社会党
西班牙工人社会党（西班牙語：Partido Socialista Obrero Español），简称工社党（PSOE），是西班牙的一个中間偏左的社會民主主義政黨。工人社會黨成立于1879年是西班牙現時歷史最悠久的政黨，自1982年—1996年在费利佩·冈萨雷斯领导下执政，2004年—2011年在何塞·路易斯·罗德里格斯·萨帕特罗领导下执政，自2018年起在佩德罗·桑切斯领导下执政。
该党在西班牙第二共和国期间扮演了关键角色，于1931年—1933年和1936年—1939年是联合政府的一部分，共和派在西班牙内战中被弗朗西斯科·佛朗哥击败。随后在佛朗哥的独裁统治下，该党被下令禁止，其成员和领导人遭到迫害或流放；直到1977年佛朗哥去世后的民主过渡期，该禁令才被解除。
该党曾是正统马克思主义政党，但在1979年放弃该意识形态。自1980年代中期以来，像大多数主流西班牙政治组织一样对欧洲一体化持积极态度。
该党曾与西班牙劳动者总联盟关系密切。几十年来，加入劳动者总联盟是成为工社党成员的要求之一。然而，自1980年代以来，劳动者总联盟经常批评工社党的经济政策，甚至在1988年12月14日、1992年5月28日、1994年1月27日和2010年9月29日与另一个主要工会工人委员会联合发起针对工社党政府的大罢工。工会和左翼经常批评工社党的经济政策，认为其具有自由经济的本质。他们谴责的政策包括放松政府管制、加剧就业不稳定性、削减失业金和退休福利，以及对大型国有企业和公共服务进行私有化。 工社党传统上比其竞争对手吸引了更多女性选民。同性婚姻和收养在2005年萨帕特罗政府期间被合法化，最近，一项跨性别权利法案被通过，以提供更多关于性别身份的自由。

## 歷史

### 西班牙王国（1879年—1931年）

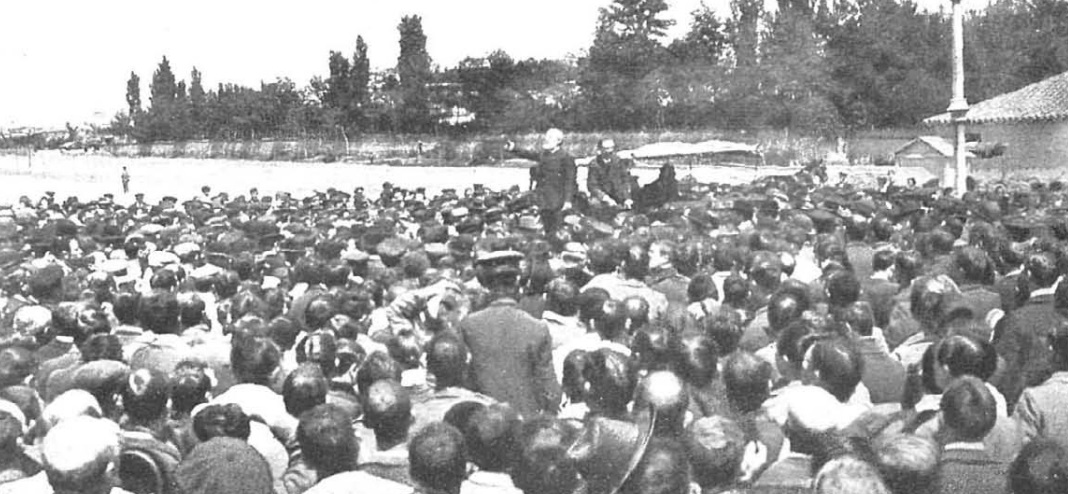
巴勃罗·伊格莱西亚斯·波塞在1905年马德里的一次示威活动中向工人发表讲话

1879年5月2日，巴勃罗·伊格莱西亚斯·波塞在马德里市中心太阳门附近的特图安街的拉布拉酒馆建立该党。 伊格莱西亚斯是一名排字工人，曾与国际工人协会的西班牙分部以及保罗·拉法格接触。 这个新政党的第一个纲领在同年7月20日由40人的大会上通过。PSOE及其附属工会——工人总联盟（UGT）的主要增长局限于马德里-比斯开-阿斯图里亚斯三角区域，一直持续到1910年代。 1910年西班牙大选中，伊格莱西亚斯获得国会议席，PSOE候选人在广泛的共和社会主义联盟中出战，这一成就具有极大的象征意义，并使该党在国家层面获得了更多的宣传。

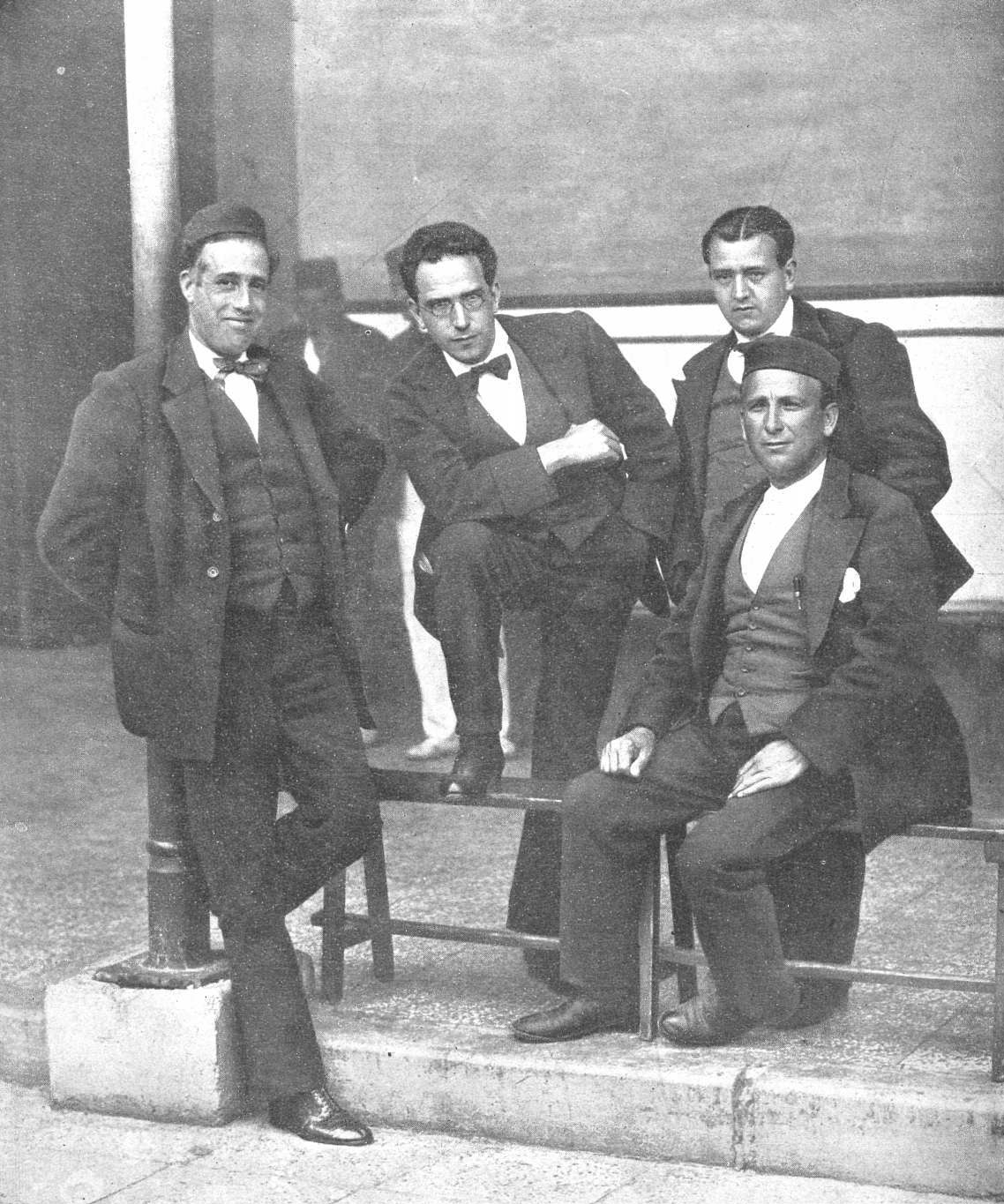
朱利安·贝斯特罗、丹尼尔·安圭亚诺、安德烈斯·萨博里特和弗朗西斯科·拉戈·卡瓦列罗于1918年在卡塔赫纳监狱。

在埃杜阿多·达托保守政府领导下，PSOE和UGT在1917年西班牙危机的背景下，发挥了罢工的领导作用。由于其对宪法秩序的严重破坏，罢工最终被军队镇压。 组织委员会的成员（朱利安·贝斯特罗、弗朗西斯科·拉戈·卡瓦列罗、丹尼尔·安圭亚诺和安德烈斯·萨博里特）被控煽动叛乱，被判处终身监禁。 他们被送往卡塔赫纳监狱，但在1918年西班牙大选中被选入西班牙国会后一年被释放。在1919至1921年第二国际危机期间，该党内部在支持社会主义国际的成员与倡导加入共产国际的成员之间出现了紧张关系。连续两次分裂的异见者愿意加入共产国际，即1920年的西班牙的共产党和1921年的西班牙共产主义工人党，从PSOE中分裂出去，并很快合并成立了西班牙共产党。PSOE在1923年至1940年间是劳工和社会主义国际的成员。 
巴勃罗·伊格莱西亚斯于1925年去世后，朱利安·贝斯特罗接替他成为PSOE和UGT的主席。在1923年至1930年米格尔·普里莫·德里维拉的独裁统治期间，PSOE和UGT中的法团主义派系愿意与该政权进行有限合作，这与普里耶托和费尔南多·德洛斯·里奥斯等其他社会主义者捍卫的政治立场相对立，后者则倡导与共和派力量更紧密的合作。 独裁统治的最后几年，法团主义派系之间的分歧日益显现，这一分歧由弗朗西斯科·拉戈·卡瓦列罗体现出来，他开始支持与资产阶级共和党人的关系；而朱利安·贝斯特罗则继续对他们保持极大的不信任。 贝斯特罗拒绝参与革命委员会，导致他于1931年2月辞去了党和工会主席的职务。他的党主席职务由雷米希奥·卡贝洛接替。 

### 后续发展
共和左翼政府實行的國有化政策引發右翼保王派和軍方保守派勢力反彈，1936年再次獲勝後引發西班牙內戰，內戰結束後佛朗哥實行法西斯獨裁統治，工人社會黨遭到查禁。
西班牙在1977年恢復民主政治後，工人社會党實行改良主義路線，最終在1982年成功在選舉中獲勝，組建46年首個左翼政府，同年領導西班牙加入北約。1982年—1996年，工人社會黨四次蝉联执政。1996年大選失利後，1996年—2004年，成为在野党。
2004年4月，工人社会党在大选中获胜，重新上台。
2008年，工人社会党在大选中获胜，再次上台执政。
2011年11月20日，工人社会党在大选慘败，成为在野党。
2015年12月20日，工人社会党在大选再次慘败，雖然維持第二大黨的地位，但該黨的得票率及議席是西班牙恢復民主政治以來最低。2016年6月26日，工人社会党在大选再次慘败，席次數比上一次低。
2018年6月1日，由該黨領導佩德羅·桑切斯所發動的不信任案在眾議院中獲得通過，該黨再次成為執政黨。
2019年的大選使該黨獲得10年以來的勝利，該黨在众议院选举中，贏得28.7％的選票和123個席位，在參議院中獲得了139個絕對多數，比上次多獲得了38個和79個席位。工社党也領先人民党8個百分點，PP在民眾投票中排名第二。在選舉之夜，黨支持者要求桑切斯拒絕任何與公民黨的聯盟。

## 分支
- 安达卢西亚西班牙工人社会党
- 阿拉贡社会主义者党（英语：Socialists' Party of Aragon）
- 阿斯图里亚斯社会主义联盟
- 巴利阿里群岛社会党（英语：Socialist Party of the Balearic Islands）
- 加那利群岛社会党（英语：Socialist Party of the Canaries）
- 坎塔布里亚社会党—工社党（英语：Socialist Party of Cantabria-PSOE）
- 卡斯蒂利亚-拉曼恰社会党
- 卡斯蒂利亚-莱昂社会党（英语：Socialist Party of Castile and León）
- 加泰罗尼亚社会主义者党
- 巴伦西亚地区社会党（英语：Socialist Party of the Valencian Country）
- 埃斯特雷马杜拉西班牙工人社会党
- 加利西亚社会主义者党—工社党
- 拉里奥哈西班牙工人社会党（英语：Socialist Party of La Rioja）
- 马德里共同体西班牙工人社会党（英语：Spanish Socialist Workers' Party of the Community of Madrid）
- 穆尔西亚地区社会党（英语：Socialist Party of the Region of Murcia）
- 纳瓦拉社会党（英语：Socialist Party of Navarre）
- 巴斯克地区社会党—巴斯克地区左翼（英语：Socialist Party of the Basque Country–Basque Country Left）
- 工社党休达
- 工社党梅利利亚
- 工社党欧洲（西班牙语：PSOE Europa）

## 選舉表现

### 初始議會
| 年份 | 投票結果 | 獲得席次 | 獲得席次 | 狀態   | 席次排名 |
| 年份 | 投票結果 | #        | ±        | 狀態   | 席次排名 |
| ---- | -------- | -------- | -------- | ------ | -------- |
| 1907 |          | 0 / 404  | 0        | N/A    | 第11位   |
| 1910 | *        | 1 / 404  | 1        | 反對黨 | *        |
| 1914 | *        | 1 / 408  | 0        | 反對黨 | *        |
| 1916 | *        | 1 / 409  | 0        | 反對黨 | *        |
| 1918 | **       | 6 / 409  | 5        | 反對黨 | **       |
| 1919 | *        | 6 / 409  | 0        | 反對黨 | *        |
| 1920 |          | 4 / 409  | 2        | 反對黨 | 第12位   |
| 1923 |          | 7 / 409  | 3        | 反對黨 | 第7位    |

- * 代表與共和–社會主義聯盟（英语：Republican–Socialist Conjunction）結盟。
- ** 代表與左派聯盟（英语：Left Alliance (Spain)）結盟。

### 第二共和國議會
| 年份 | 投票結果 | 投票結果 | 投票結果 | 獲得席次  | 獲得席次 | 狀態   | 席次排名 | 附註              |
| 年份 | #        | %        | ±pp      | #         | ±        | 狀態   | 席次排名 | 附註              |
| ---- | -------- | -------- | -------- | --------- | -------- | ------ | -------- | ----------------- |
| 1931 |          | 21.4%    | —        | 116 / 470 | —        | 執政黨 | 第1位    | 1931−33年政府內閣 |
| 1933 |          | 19.4%    | –2.0     | 59 / 473  | 57       | 反對黨 | 第3位    |                   |
| 1936 |          | 16.4%*   | –3.0     | 99 / 473  | 40       | 反對黨 | 第1位    | 1936−39年政府內閣 |

### 議會
| 西班牙議會   |            |        |        |           |        |           |        |                                 |                    |
| 選舉         | 眾議院     | 眾議院 | 眾議院 | 眾議院    | 眾議院 | 參議院    | 參議院 | 領袖                            | 地位               |
| 選舉         | 得票       | %      | 排名   | 席次      | +/–    | 席次      | +/–    | 領袖                            | 地位               |
| 1977         | 5,371,866  | 29.3   | 2nd    | 118 / 350 | —      | 54 / 207  | —      | 費利佩·岡薩雷斯                 | 反對黨             |
| 1979         | 5,469,813  | 30.4   | 2nd    | 121 / 350 | 3      | 69 / 208  | 15     | 費利佩·岡薩雷斯                 | 反對黨             |
| 1982         | 10,127,392 | 48.1   | 1st    | 202 / 350 | 81     | 134 / 208 | 65     | 費利佩·岡薩雷斯                 | 執政               |
| 1986         | 8,901,718  | 44.1   | 1st    | 184 / 350 | 18     | 124 / 208 | 10     | 費利佩·岡薩雷斯                 | 執政               |
| 1989         | 8,115,568  | 39.6   | 1st    | 175 / 350 | 9      | 107 / 208 | 17     | 費利佩·岡薩雷斯                 | 執政               |
| 1993         | 9,150,083  | 38.8   | 1st    | 159 / 350 | 16     | 96 / 208  | 11     | 費利佩·岡薩雷斯                 | 執政               |
| 1996         | 9,425,678  | 37.6   | 2nd    | 141 / 350 | 18     | 81 / 208  | 15     | 費利佩·岡薩雷斯                 | 反對黨             |
| 2000         | 7,918,752  | 34.2   | 2nd    | 125 / 350 | 16     | 60 / 208  | 21     | 喬奎恩·阿爾穆尼亞               | 反對黨             |
| 2004         | 11,026,163 | 42.6   | 1st    | 164 / 350 | 39     | 89 / 208  | 29     | 何塞·路易斯·罗德里格斯·萨帕特罗 | 執政               |
| 2008         | 11,289,335 | 43.9   | 1st    | 169 / 350 | 5      | 96 / 208  | 7      | 何塞·路易斯·罗德里格斯·萨帕特罗 | 執政               |
| 2011         | 7,003,511  | 28.8   | 2nd    | 110 / 350 | 59     | 54 / 208  | 42     | 阿尔弗雷多·佩雷斯·鲁瓦尔卡瓦    | 反對黨             |
| 2015         | 5,545,315  | 22.0   | 2nd    | 90 / 350  | 20     | 47 / 208  | 7      | 佩德羅·桑切斯                   | 反對黨             |
| 2016         | 5,443,846  | 22.6   | 2nd    | 85 / 350  | 5      | 43 / 208  | 4      | 佩德羅·桑切斯                   | 反對黨 (2016–2018) |
| 2016         | 5,443,846  | 22.6   | 2nd    | 85 / 350  | 5      | 43 / 208  | 4      | 佩德羅·桑切斯                   | 執政 (2018–2019)   |
| 2019（4月）  | 7,480,755  | 28.7   | 1st    | 123 / 350 | 38     | 123 / 208 | 81     | 佩德羅·桑切斯                   | 看守政府           |
| 2019（11月） | 6,752,983  | 28.00  | 1st    | 120 / 350 | ▼ 3    | 92 / 208  | ▼ 29   | 佩德羅·桑切斯                   | 聯合執政           |

### 歐洲議會
| 年份 | 投票結果  | 投票結果 | 投票結果 | 獲得席次 | 獲得席次 | 席次排名 |
| 年份 | #         | %        | ±pp      | #        | ±        | 席次排名 |
| ---- | --------- | -------- | -------- | -------- | -------- | -------- |
| 1987 | 7,522,706 | 39.1%    | —        | 28 / 60  | —        | 第1位    |
| 1989 | 6,275,552 | 39.6%    | +0.5     | 27 / 60  | 1        | 第1位    |
| 1994 | 5,719,707 | 30.8%    | –8.8     | 22 / 64  | 5        | 第2位    |
| 1999 | 7,477,823 | 35.3%    | +4.5     | 24 / 64  | 2        | 第2位    |
| 2004 | 6,741,112 | 43.5%    | +8.2     | 25 / 54  | 1        | 第1位    |
| 2009 | 6,141,784 | 38.8%    | –4.7     | 23 / 54  | 2        | 第2位    |
| 2014 | 3,614,232 | 23.0%    | –15.8    | 14 / 54  | 9        | 第2位    |
| 2019 | 7,369,789 | 32.86%   |          | 20 / 54  | 6        | 第1位    |

## 著名成员
- 巴勃罗·伊格莱西亚斯·波塞
- 弗朗西斯科·拉尔戈·卡巴列罗
- 罗多尔弗·略皮斯
- 英达莱西奥·普莱托
- 朱利安·贝斯特伊罗
- 托马斯·梅亚贝
- 卡耶塔诺·雷东多·阿塞尼亚
- 拉蒙·鲁维亚尔
- 费利佩·冈萨雷斯
- 阿方索·格拉
- 何塞·路易斯·罗德里格斯·萨帕特罗
- 阿尔弗雷多·佩雷斯·鲁瓦尔卡瓦
- 佩德罗·桑切斯

## 参見
- 西班牙政治
- 西班牙政黨列表